# Divisions administratives de Moscou

Carte des districts administratifs de Moscou

La ville fédérale de Moscou, capitale de la fédération de Russie, est divisée en douze districts administratifs (en russe : административные округа, administrativnye okrouga), eux-mêmes divisés en plusieurs districts municipaux (районы, raïony).
Les districts administratifs sont :
1. Le district administratif central ;
2. Le district administratif nord ;
3. Le district administratif nord-est ;
4. Le district administratif est ;
5. Le district administratif sud-est ;
6. Le district administratif sud ;
7. Le district administratif sud-ouest ;
8. Le district administratif ouest ;
9. Le district administratif nord-ouest ;
10. Le district administratif de Zelenograd ;
11. Le district administratif de Novomoskovski ;
12. Le district administratif de Troïtsk.

On pourrait dire que la ville de Moscou possède une multitude de centres-villes : les lieux d'importance sont éparpillés sur l'ensemble de la ville. 
Le secteur le plus important, celui vers lequel convergent la plupart des routes, est le district administratif central, au centre géographique de la ville. On y trouve, notamment dans les districts municipaux de Tverskoï, Arbat, Kitaï-gorod et Presnia : la place Rouge, le Kremlin, l'hôtel de ville et la plupart des bâtiments administratifs, ainsi qu'une grande concentration d'espace commerciaux et d'hôtels. Ce dernier, une fois le complexe Moskva-City complété, aura une importance de premier ordre à Moscou.

## Liste des districts municipaux par district

### District administratif central

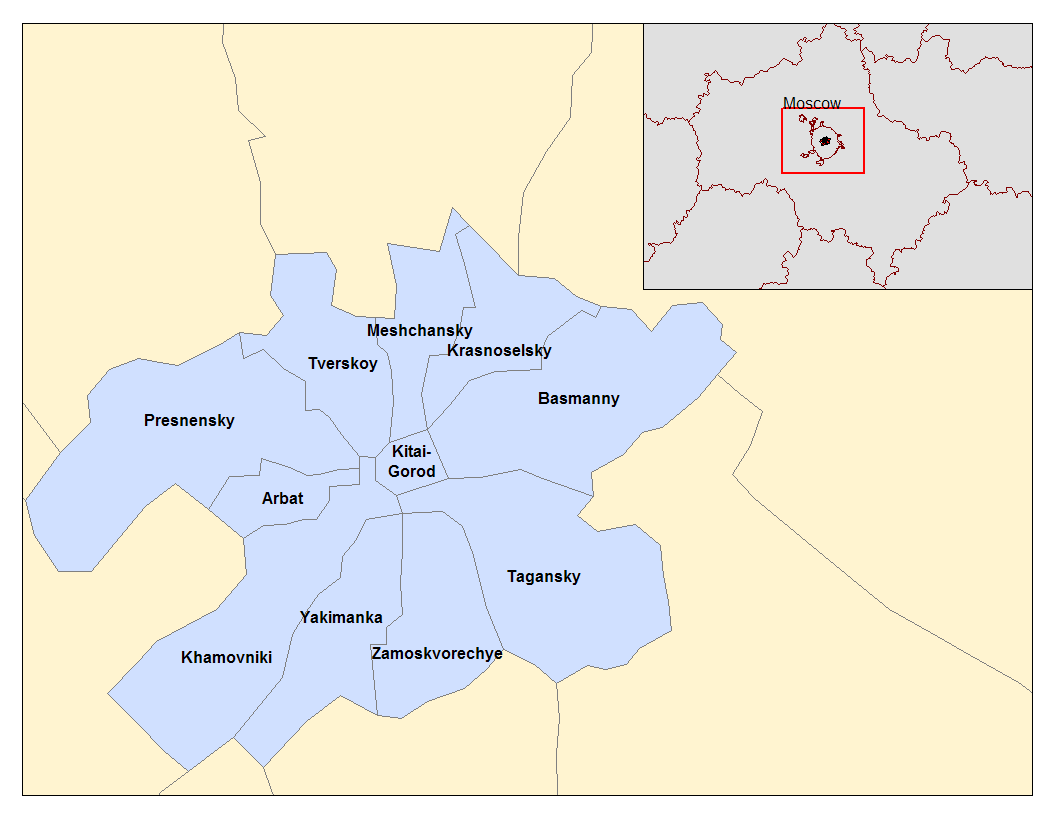

Le district administratif central de Moscou comporte 9 districts municipaux dont Arbat, Basmanny, Zamoskvoretche, Krasnosselski, Mechtchanski, Presnenski, Taganski, Tverskoï, Khamovniki et Iakimanka

### District administratif nord

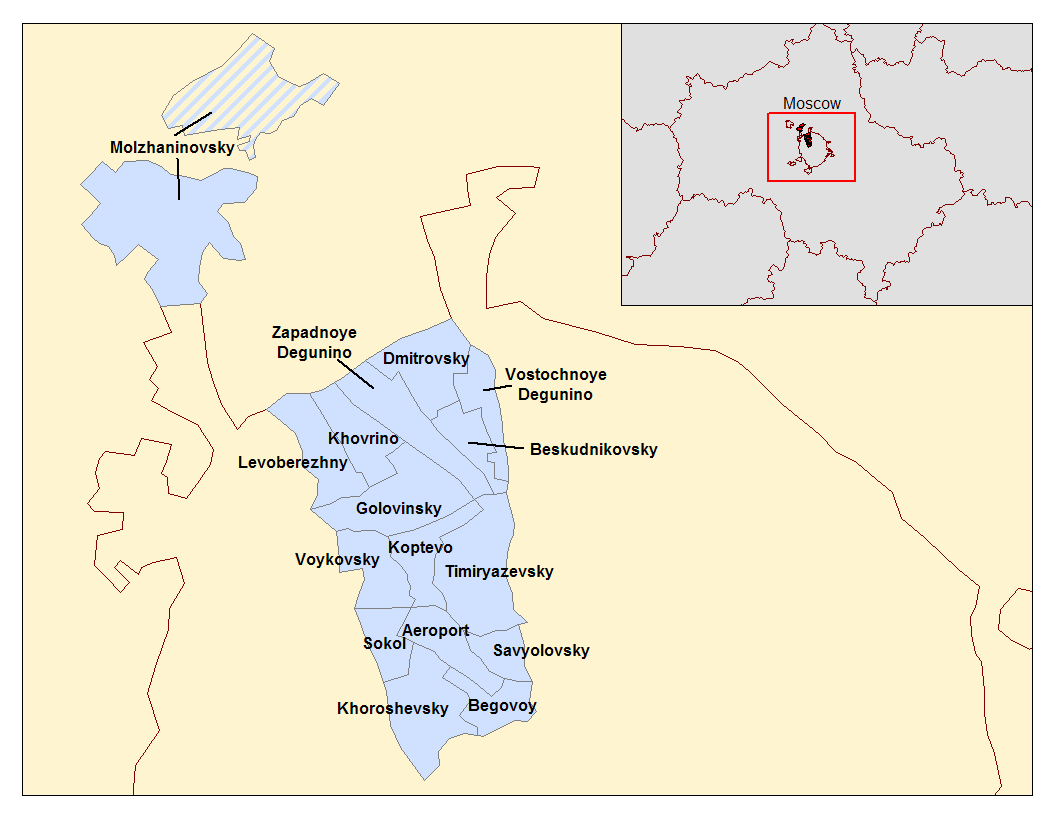

- Aeroport
- Begovoï
- Beskoudnikovski
- Voïkovski
- Vostochnoïe Degounino
- Golovinski
- Dmitrovski
- Zapadnoïe Degounino
- Koptevo
- Levoberejny
- Moljaninovski
- Saviolovski
- Sokol
- Timiriazevski
- Khovrino
- Khorochiovski

### District administratif nord-est

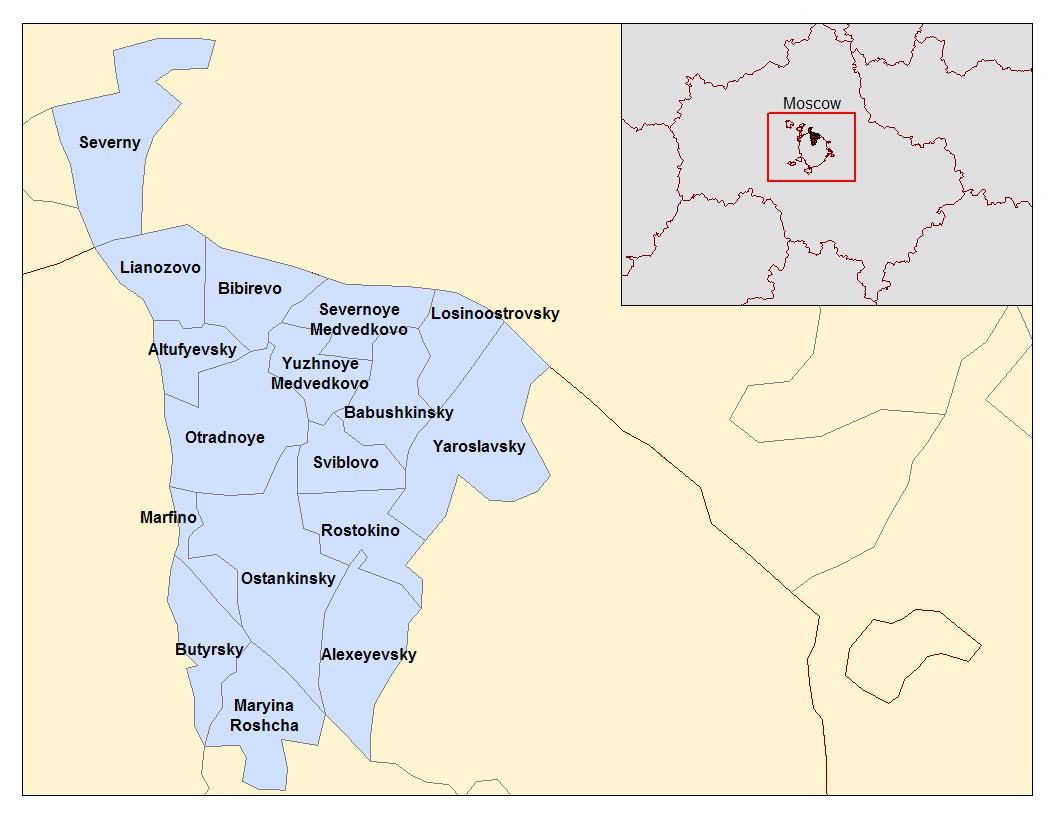

- Alekseïevski
- Altoufievski
- Babouchkinski
- Bibirevo
- Boutyrski
- Lianozovo
- Lossinoostrovski
- Marfino
- Marina Rochtcha
- Ostankinski
- Otradnoïe
- Rostokino
- Sviblovo
- Severny
- Severnoïe Medvedkovo
- Ioujnoïe Medvedkovo
- Iaroslavski

### District administratif est

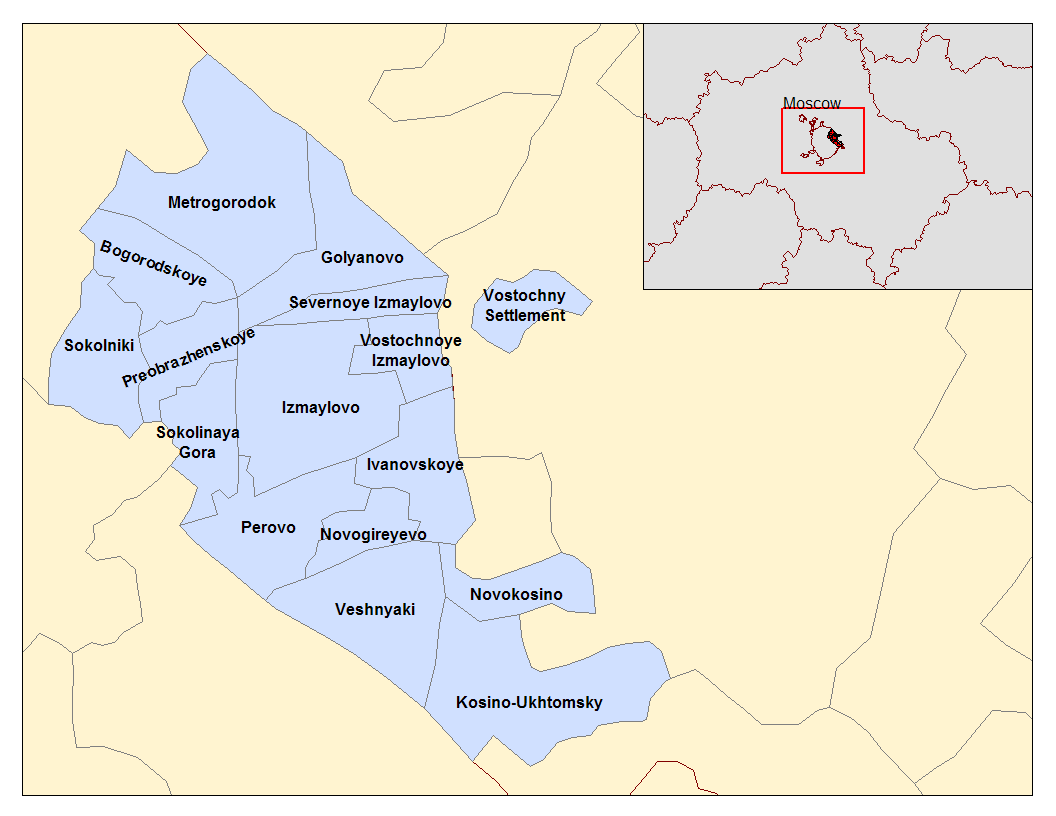

- Bogorodskoïe
- Golianovo
- Ivanovskoïe
- Izmaïlovo
- Kossino-Oukhtomski
- Metrogorodok
- Novoguireïevo
- Novokossino
- Perovo
- Preobrajenskoïe
- Severnoïe Izmaïlovo
- Sokolinaïa Gora
- Sokolniki
- Vechniaki
- Vostotchny
- Vostochnoïe Izmaïlovo

### District administratif sud-est

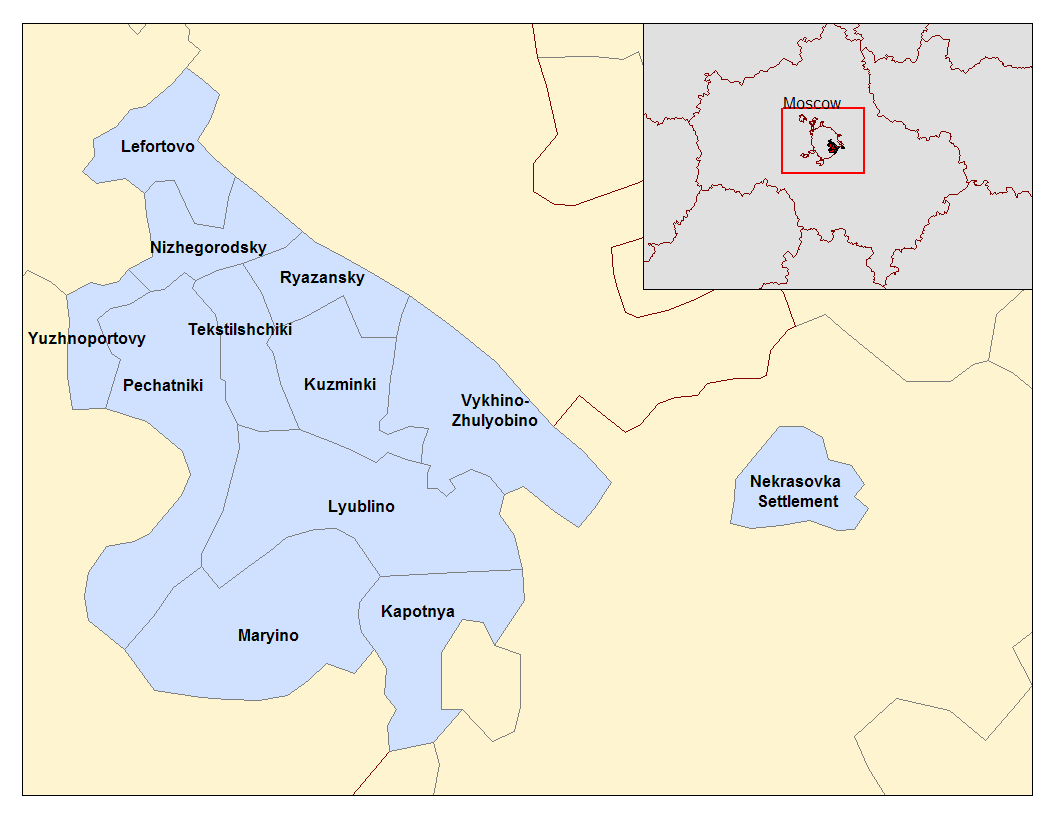

- Vykhino-Joulebino
- Kapotnia
- Kouzminki
- Lefortovo
- Lioublino
- Marino
- Nekrassovka
- Nijegorodski
- Petchatniki
- Riazanski
- Tekstilchtchiki
- Ioujnoportovy

### District administratif sud

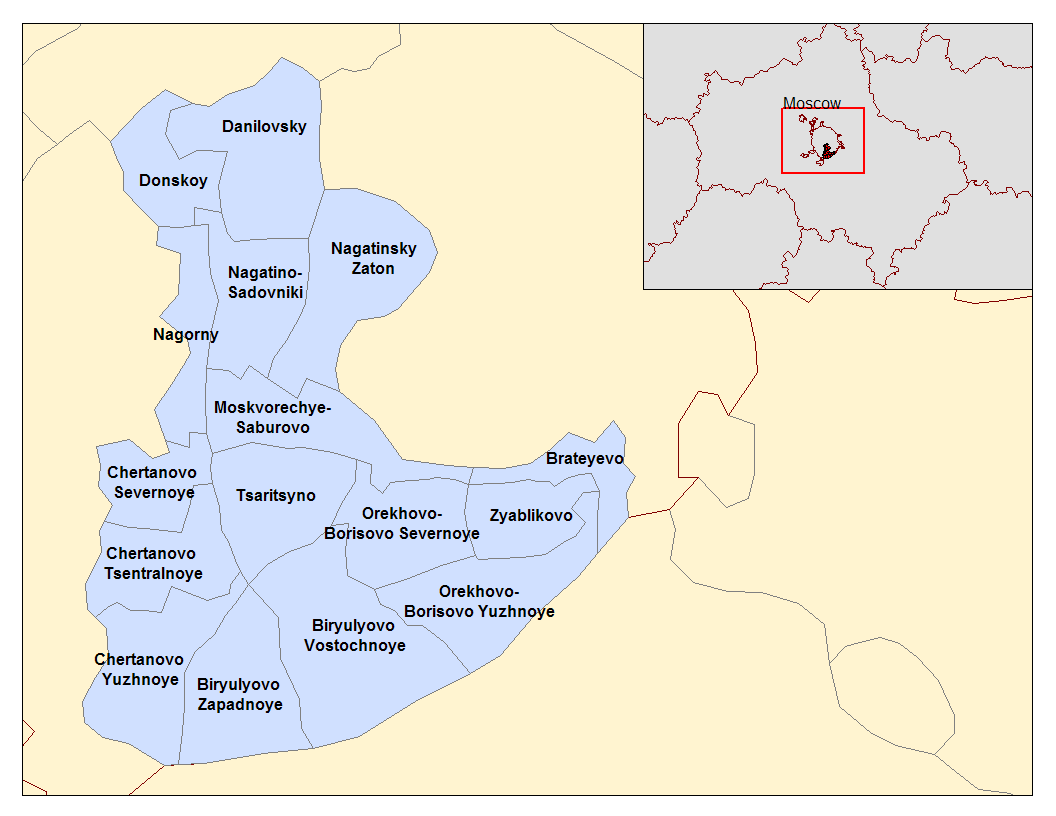

- Biriouliovo Vostochnoïe
- Biriouliovo Zapadnoïe
- Brateïevo
- Danilovski
- Donskoï
- Ziablikovo
- Moskvoretche-Sabourovo
- Nagatino-Sadovniki
- Nagatinski Zaton
- Nagorny
- Orekhovo-Borissovo Severnoïe
- Orekhovo-Borissovo Ioujnoïe
- Tsaritsyno
- Tchertanovo Severnoïe
- Tchertanovo Tsentralnoïe
- Tchertanovo Ioujnoïe

### District administratif sud-ouest

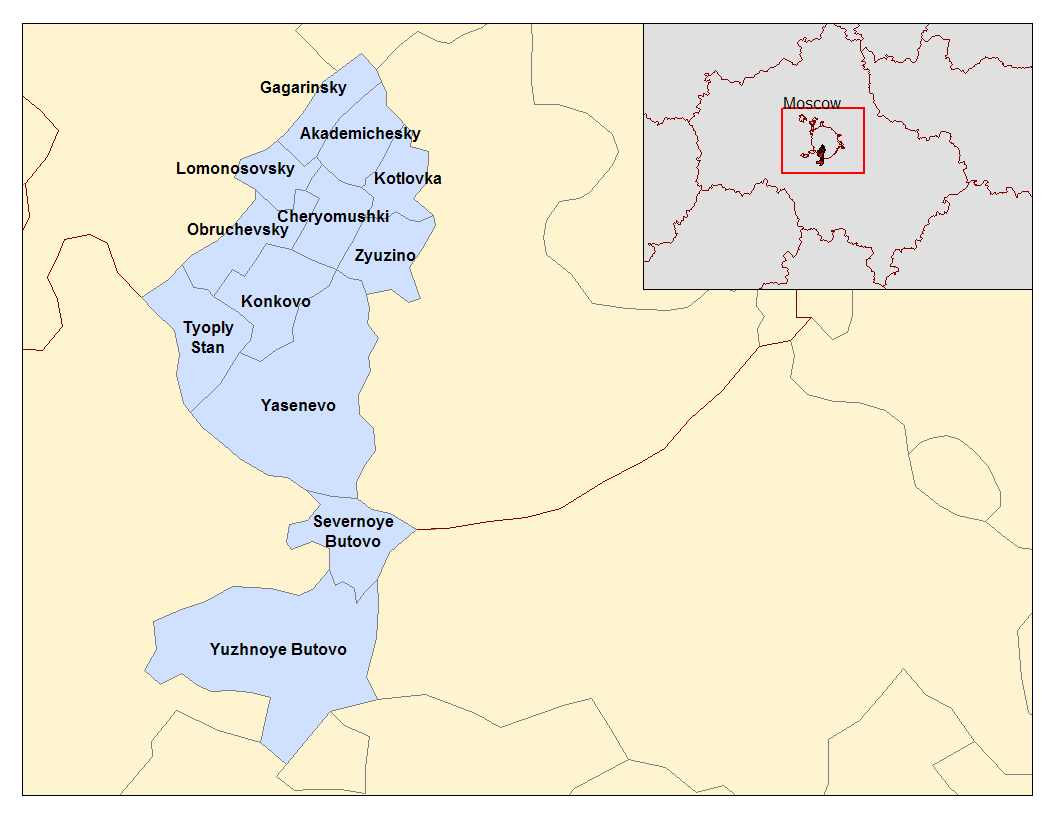

- Akademitcheski
- Gagarinski
- Ziouzino
- Konkovo
- Kotlovka
- Lomonossovski
- Obroutchevski
- Severnoïe Boutovo
- Tioply Stan
- Tcheriomouchki
- Ioujnoïe Boutovo
- Iassenevo

### District administratif ouest

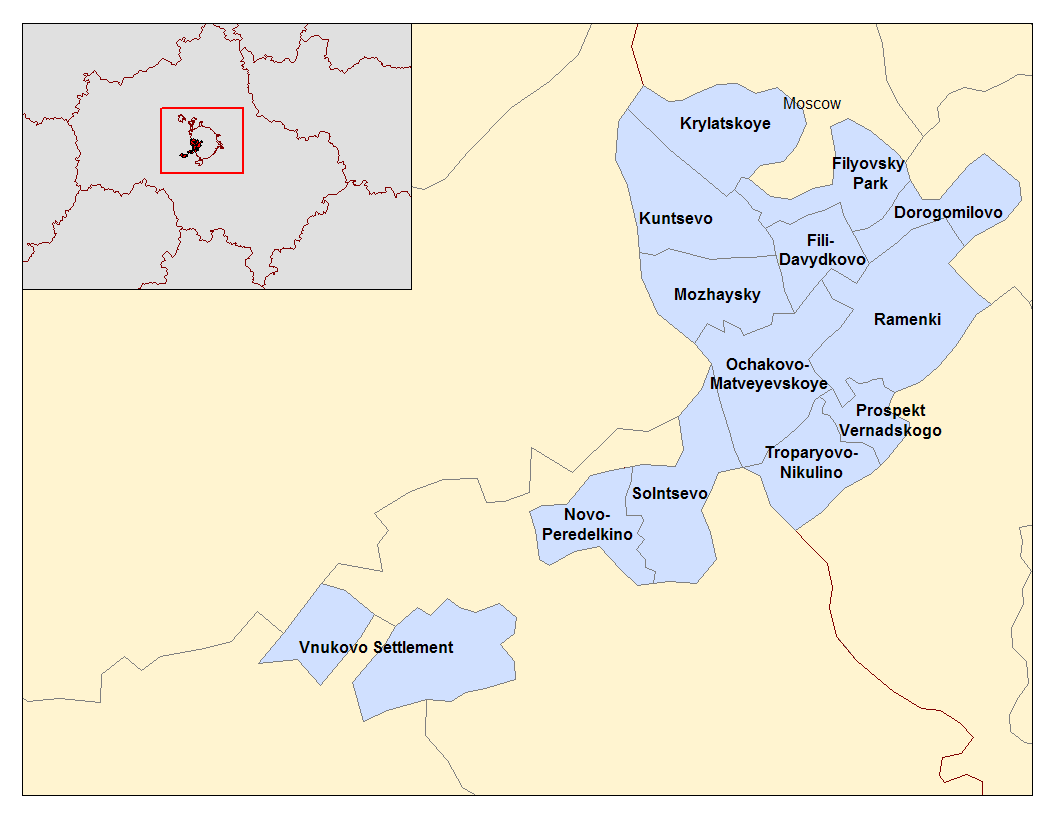

- Dorogomilovo
- Vnoukovo
- Krylatskoïe
- Kountsevo
- Mojaïski
- Novo-Peredelkino
- Otchakovo-Matveïevskoïe
- Prospekt Vernadskovo
- Ramenki
- Solntsevo
- Troparevo-Nikoulino
- Filiovski Park
- Fili-Davydkovo

### District administratif nord-ouest

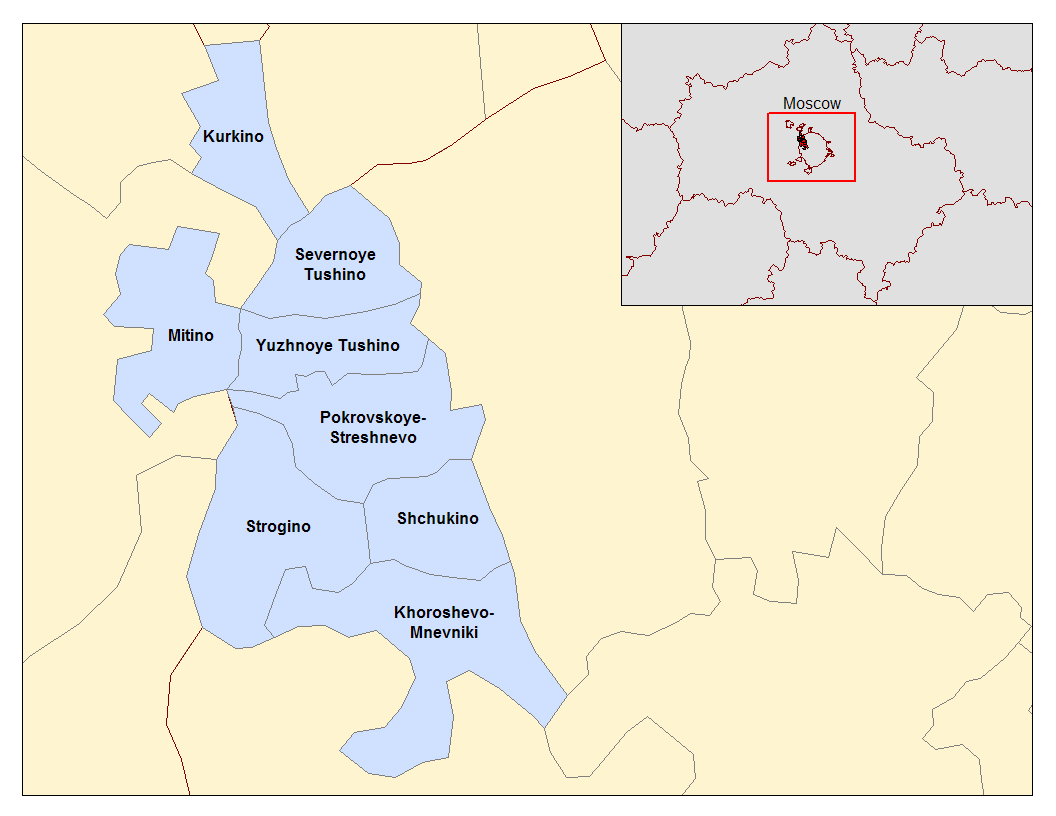

- Kourkino
- Mitino
- Pokrovskoïe-Strechnevo
- Северное Тушино
- Stroguino
- Khorochiovo-Mniovniki
- Chtchoukino
- Ioujnoïe Touchino

### District administratif de Zelenograd

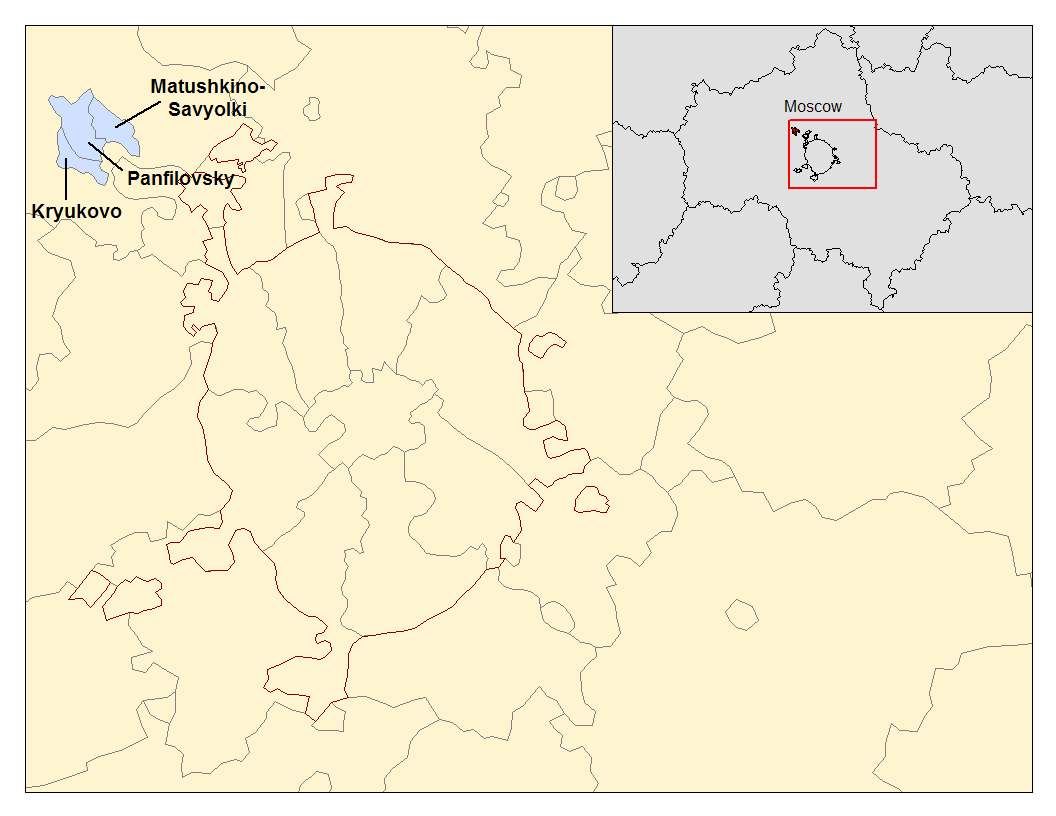

- Matouchkino
- Saviolki
- Staroïe Krioukovo
- Silono
- Krioukovo